# مغامرات كاسبر
مغامرات كاسبر (بالإنجليزية: The Spooktacular New Adventures of Casper)‏ هو مسلسل رسوم متحركة أمريكي تم عرضه من سنة 1996 إلى سنة 1998 ب52 حلقة في 4 مواسم على قناة فوكس كيدز وقد تم تأليف المسلسل من قبل هارفي كومكس، وقصة المسلسل مأخوذة من شخصية الشبح كاسبر بعد أن عرض أول فيلم له في سنة 1995.

## الأصوات العربية

### نسخة الدبلجة السورية
- رنا جمول (كاسبر)
- علي القاسم (والد كات)
- أنجي اليوسف (بويل)
- فدوى سليمان (كات)
- مجد ظاظا (المعلمة)
- لونا اسطانم (سبوكي)
و

الثلاثي
- محمد خرماشو (فاتسو)
- زياد الرفاعي (ستريتش)
- عادل أبو حسون (ستنكي)
و
- أيمن السالك
- بثينة شيا
- منصور عبد الرحمن

### نسخة الدبلجة اللبنانية
- جمانة الزنجي - كاسبر، كات، سبوكي
- فؤاد شمص - ستريتش
- حسان حمدان - ستنكي
- حسن حمدان - والد كات
- عبدو حكيم

## طاقم العمل

### نسخة الدبلجة السورية
- الإعداد: سامي خويص، أسامة القوصي
- إنتاج: يونيفرسال
- المنتج المنفذ: YOUNG FUTURE ENTERTAINMENT

Free Zone
Damascus
Tel:2126025
Fax:2134317
- الإشراف الفني: إياد حجازي

## روابط خارجية
- مغامرات كاسبر على موقع IMDb (الإنجليزية)
- مغامرات كاسبر على موقع ميتاكريتيك (الإنجليزية)
- مغامرات كاسبر على موقع كينوبويسك (الروسية)
- مغامرات كاسبر على موقع ألو سيني (الفرنسية)
- مغامرات كاسبر على موقع قاعدة بيانات الفيلم (الإنجليزية)